# Чернозубовка (Волгоградская область)
Чернозубовка — село в Иловлинском районе Волгоградской области России. Входит в состав Кондрашовского сельского поселения.

## География
Село находится в центральной части Волгоградской области, в степной зоне, в пределах Приволжской возвышенности, на левом берегу реки Бердии, на расстоянии примерно 25 километров (по прямой) к северо-востоку от посёлка городского типа Иловля, административного центра района. Абсолютная высота — 53 метра над уровнем моря.
Часовой пояс
Село Чернозубовка, как и вся Волгоградская область, находится в часовой зоне МСК (московское время). Смещение применяемого времени относительно UTC составляет +3:00.

## История
До 1963 года Чернозубовка входила в состав Солодчинского района. В 1963 году Солодчинский район был упразднён, а Чернозубовка была передана в состав Фроловского района. В 1965 году село вошло в состав Иловлинского района.

## Население
| 2010 |
| ---- |
| 289  |

Гендерный состав
По данным Всероссийской переписи населения 2010 года в гендерной структуре населения мужчины составляли 48,1 %, женщины — соответственно 51,9 %.
Национальный состав
Согласно результатам переписи 2002 года, в национальной структуре населения русские составляли 90 % из 281 чел.

## Улицы
Уличная сеть села состоит из шести улиц и одного переулка.